# Alternative Comics
Alternative Comics é uma editora de quadrinhos norte-americana, fundada em 1993.